# Castelul din Chendu
Castelul din Chendu este un ansamblu de monumente istorice aflat pe teritoriul satului Chendu, comuna Bălăușeri. În Repertoriul Arheologic Național, monumentul apare cu codul 115664.03.01.

Ansamblul este format din două monumente:
- Castel (cod LMI MS-II-m-A-15625.01)
- Zid incintă (cod LMI MS-II-m-A-15625.02)

## Imagini

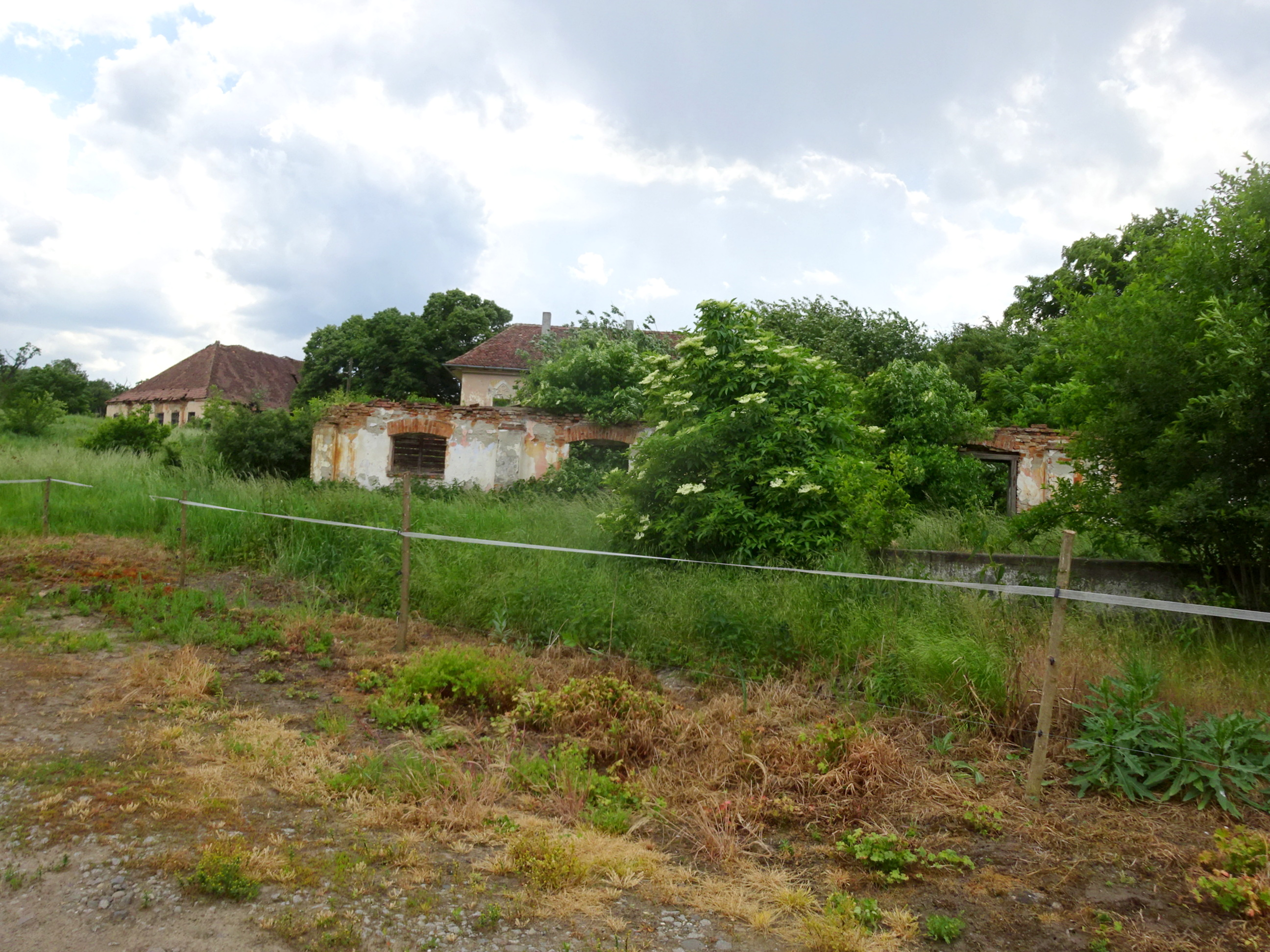
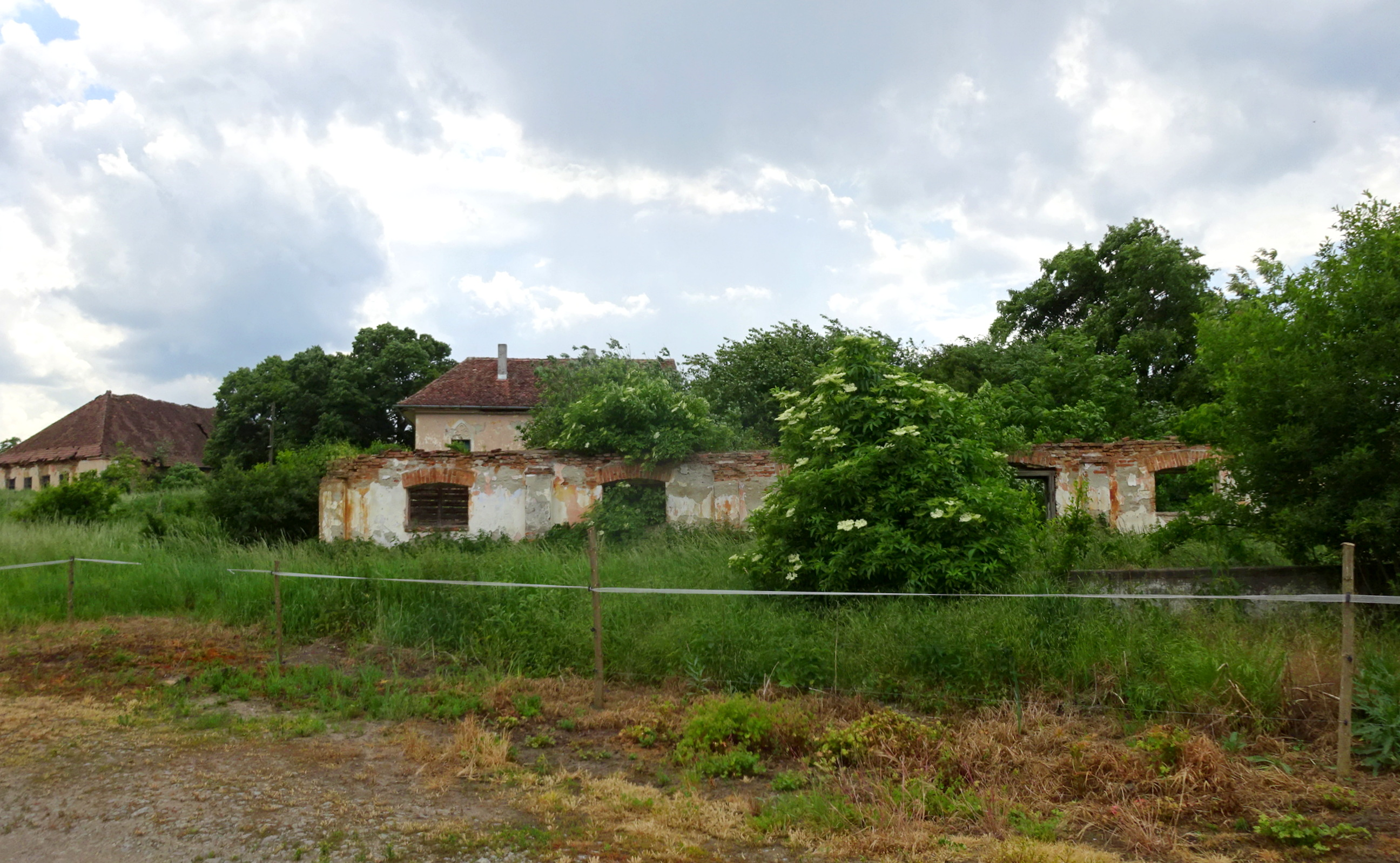
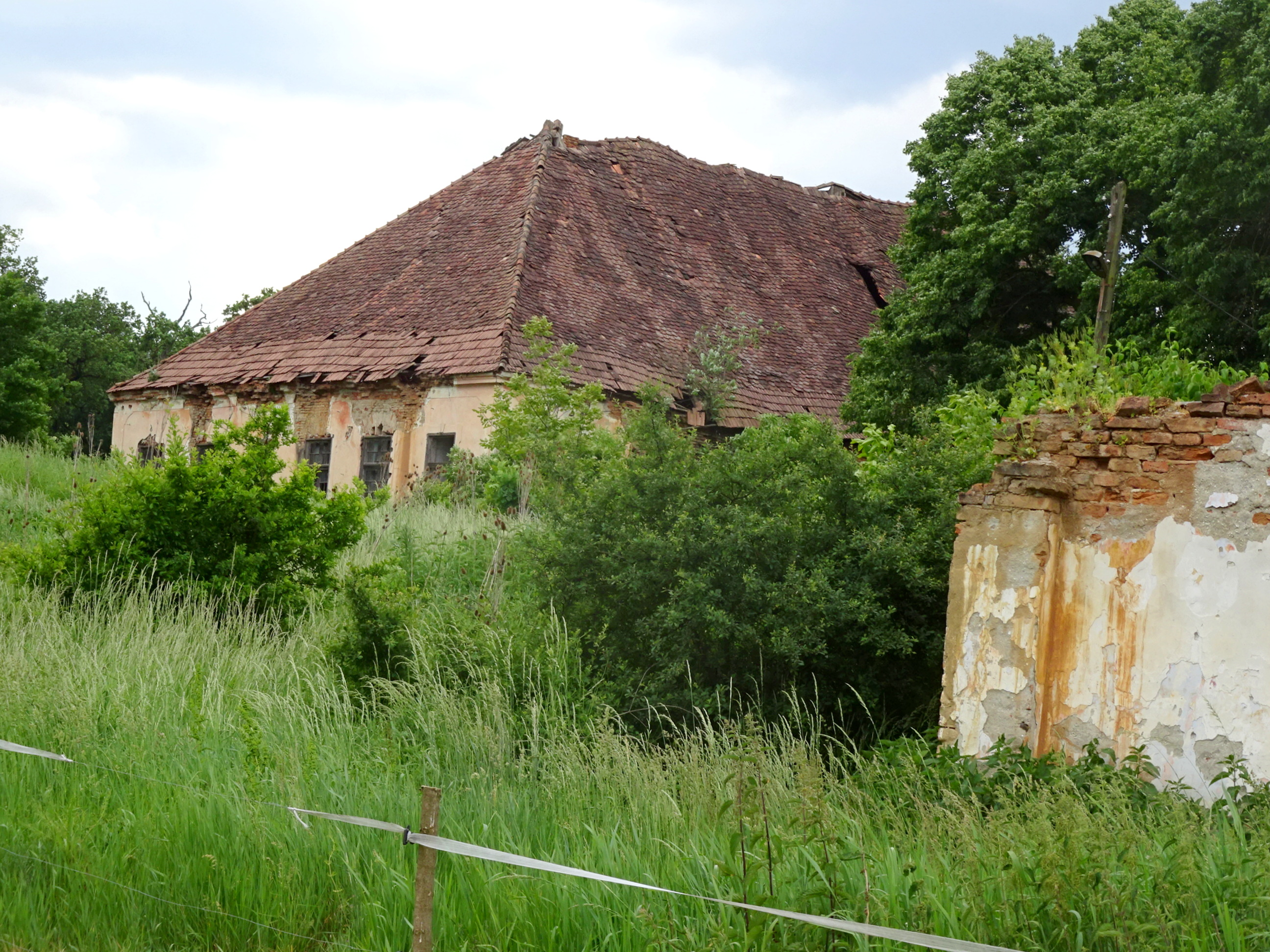
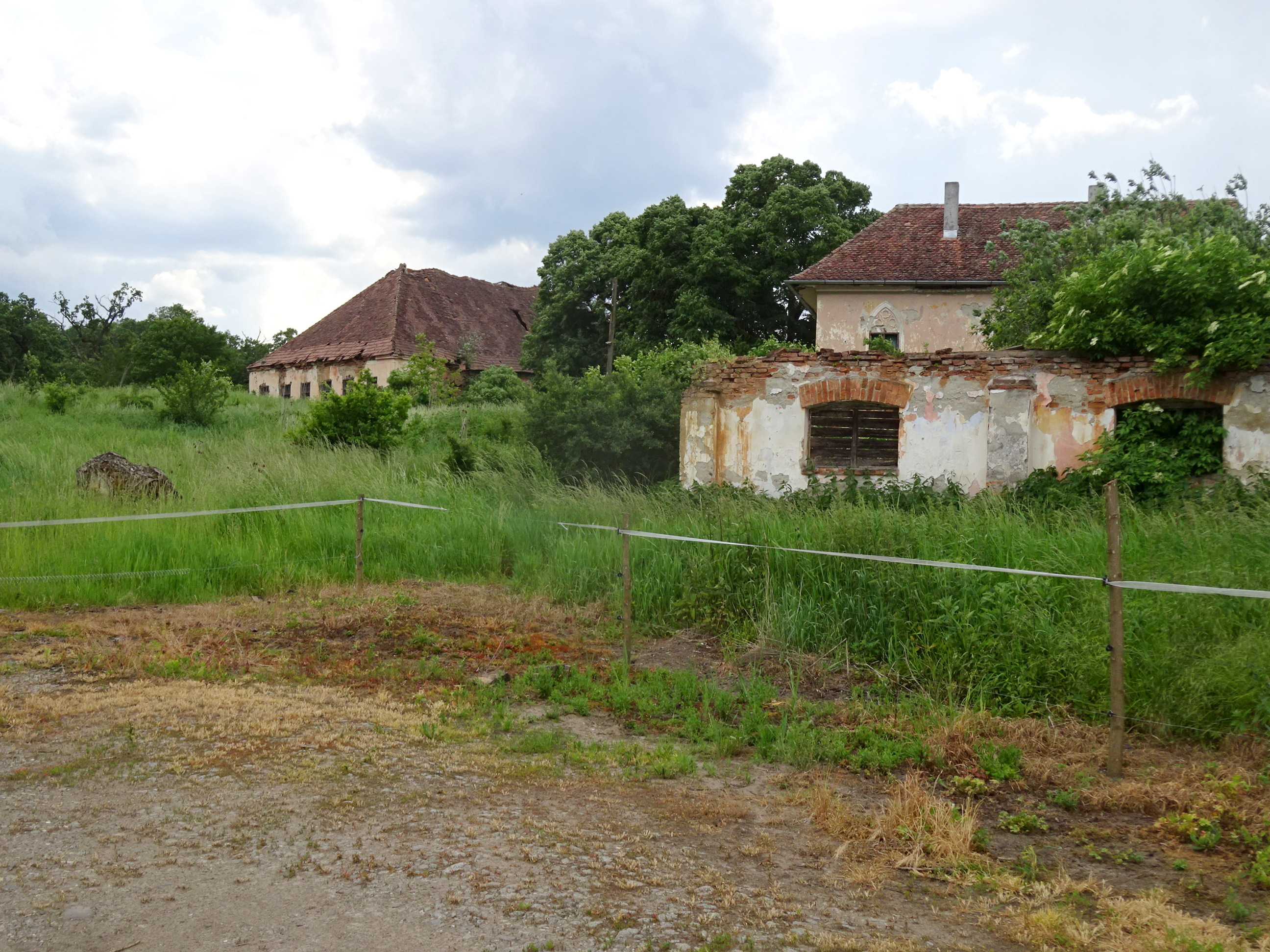